# NK Kitišanci
NK Kitišanci je hrvatski nogometni klub iz Kitišanaca, prigradskog naselja grada Belišća u Osječko-baranjskoj županiji. 

## Povijest
Klub je osnovan 2006. godine i u svojoj kratkoj povijesti uspio je u tri sezone prijeći isto toliko stupnjeva nogometnih natjecanja – od 3. ŽNL do 1. ŽNL Osječko-baranjske u kojoj se natjecao samo jednu sezonu. Trenutačno se natječe u 3. ŽNL Osječko-baranjskoj Liga Nogometnog središta Valpovo.

## Igralište
Svoje domaće utakmice NK Kitišanci je do sada igrao na igralištu u Vinogradcima, dok je u tijeku uređenje vlastitog igrališta u Kitišancima. Domaći dresovi su im plave boje. 

## Uspjesi kluba
2006./07. – prvak 3. ŽNL Liga NS Valpovo, 2007./08. – prvak 2. ŽNL NS Valpovo – D. Miholjac.